# Liste der Kulturgüter in Baulmes
Die Liste der Kulturgüter in Baulmes enthält alle Objekte in der Gemeinde Baulmes im Kanton Waadt, die gemäss der Haager Konvention zum Schutz von Kulturgut bei bewaffneten Konflikten, dem Bundesgesetz vom 20. Juni 2014 über den Schutz der Kulturgüter bei bewaffneten Konflikten sowie der Verordnung vom 29. Oktober 2014 über den Schutz der Kulturgüter bei bewaffneten Konflikten unter Schutz stehen.
Objekte der Kategorien A und B sind vollständig in der Liste enthalten, Objekte der Kategorie C fehlen zurzeit (Stand: 1. Januar 2023).

## Kulturgüter
| Foto |                                                                                              | Objekt | Kat. | Typ | Standort                                       | Beschreibung |
| ---- | -------------------------------------------------------------------------------------------- | --- | ---- | --- | ---------------------------------------------- | ------------ |
| BW   | Datei hochladen · Wikidata zu Abri de la Cure (Q2821904)                                     | Abri de la Cure, altsteinzeitliche Fundstelle / Abri de la Cure, site paléolithique KGS-Nr.: 05927                          | A    | F   | 529700 / 182801                                |              |
| ja   | Datei hochladen · Wikidata zu Gemeindehausturm (Q2893735)                                    | Gemeindeglockenturm / Beffroi communal KGS-Nr.: 11687                                                                       | A    | G   | Rue du Theu 2 529972 / 182593                  |              |
| ja   | Datei hochladen · Wikidata zu Pfarrhaus und altes Kloster aus dem 1. Jahrtausend (Q29890503) | Pfarrhaus und ehemaliges Kloster des 1. Jahrtausends / Cure et ancien monastère du 1er millénaire KGS-Nr.: 05928            | B    | G   | Rue de la Cure 5 529749 / 182750               |              |
| ja   | Datei hochladen · Wikidata zu Reformierte Kirche Saint-Pierre (Q29890506)                    | Reformierte Kirche Saint-Pierre / Église réformée Saint-Pierre KGS-Nr.: 05929                                               | B    | G   | Chemin de Derrière l’Église 19 529728 / 182609 |              |
| BW   | Datei hochladen                                                                              | Forel, bronzezeitlich-mittelalterliche Höhensiedlungen / Forel, sites de hauteur de l’âge du bronze-médiéval KGS-Nr.: 14794 | B    | F   | 528570 / 182411                                |              |
| BW   | Datei hochladen                                                                              | Schloss, Pfarrhaus und ehemaliges Kloster / Château, cure et ancien monastère KGS-Nr.: 16566                                | B    | F   | Rue de la Cure 5 529751 / 182744               |              |